# Bluffy
Bluffy est une commune française située dans le département de la Haute-Savoie, en région Auvergne-Rhône-Alpes.

## Géographie

### Situation
Bluffy se situe à 8,2 km au sud-est d'Annecy.

#### Climat
| Ville             | Ensoleillement | Pluie     | Neige    | Orage    | Brouillard |
| ----------------- | -------------- | --------- | -------- | -------- | ---------- |
| Paris             | 1 797 h/an     | 642 mm/an | 15 j/an  | 19 j/an  | 13 j/an    |
| Nice              | 2 694 h/an     | 767 mm/an | 1 j/an   | 31 j/an  | 1 j/an     |
| Strasbourg        | 1 637 h/an     | 610 mm/an | 30 j/an  | 29 j/an  | 65 j/an    |
| Bluffy            | ... h/an       | ... mm/an | ... j/an | ... j/an | ... j/an   |
| Moyenne nationale | 1 973 h/an     | 770 mm/an | 14 j/an  | 22 j/an  | 40 j/an    |

Le tableau ci-dessous indique les températures et les précipitations pour l'année 2007  :
| Mois                                   | J   | F   | M   | A   | M   | J   | J   | A   | S   | O   | N   | D   |
| -------------------------------------- | --- | --- | --- | --- | --- | --- | --- | --- | --- | --- | --- | --- |
| Températures maximales (°C)            | ... | ... | ... | ... | ... | ... | ... | ... | ... | ... | ... | ... |
| Températures minimales (°C)            | ... | ... | ... | ... | ... | ... | ... | ... | ... | ... | ... | ... |
| Températures moyennes (°C)             | ... | ... | ... | ... | ... | ... | ... | ... | ... | ... | ... | ... |
| Précipitations (hauteur moyenne en mm) | ... | ... | ... | ... | ... | ... | ... | ... | ... | ... | ... | ... |
| Source: Météo France                   |     |     |     |     |     |     |     |     |     |     |     |     |

#### Voies de communication et transports

##### Autopartage
Bluffy est une des plus petites communes de France à avoir une voiture d'autopartage opérée par Citiz.

## Urbanisme

### Typologie
Au 1er janvier 2024, Bluffy est catégorisée commune rurale à habitat dispersé, selon la nouvelle grille communale de densité à sept niveaux définie par l'Insee en 2022.
Elle est située hors unité urbaine. Par ailleurs la commune fait partie de l'aire d'attraction d'Annecy, dont elle est une commune de la couronne,. Cette aire, qui regroupe 79 communes, est catégorisée dans les aires de 200 000 à moins de 700 000 habitants,.

### Occupation des sols
L'occupation des sols de la commune, telle qu'elle ressort de la base de données européenne d’occupation biophysique des sols Corine Land Cover (CLC), est marquée par l'importance des forêts et milieux semi-naturels (68,7 % en 2018), une proportion identique à celle de 1990 (68,7 %). La répartition détaillée en 2018 est la suivante : 
forêts (68 %), prairies (13,3 %), zones urbanisées (10,7 %), zones agricoles hétérogènes (7,2 %), espaces ouverts, sans ou avec peu de végétation (0,7 %).
L'IGN met par ailleurs à disposition un outil en ligne permettant de comparer l’évolution dans le temps de l’occupation des sols de la commune (ou de territoires à des échelles différentes). Plusieurs époques sont accessibles sous forme de cartes ou photos aériennes : la carte de Cassini (XVIIIe siècle), la carte d'état-major (1820-1866) et la période actuelle (1950 à aujourd'hui).

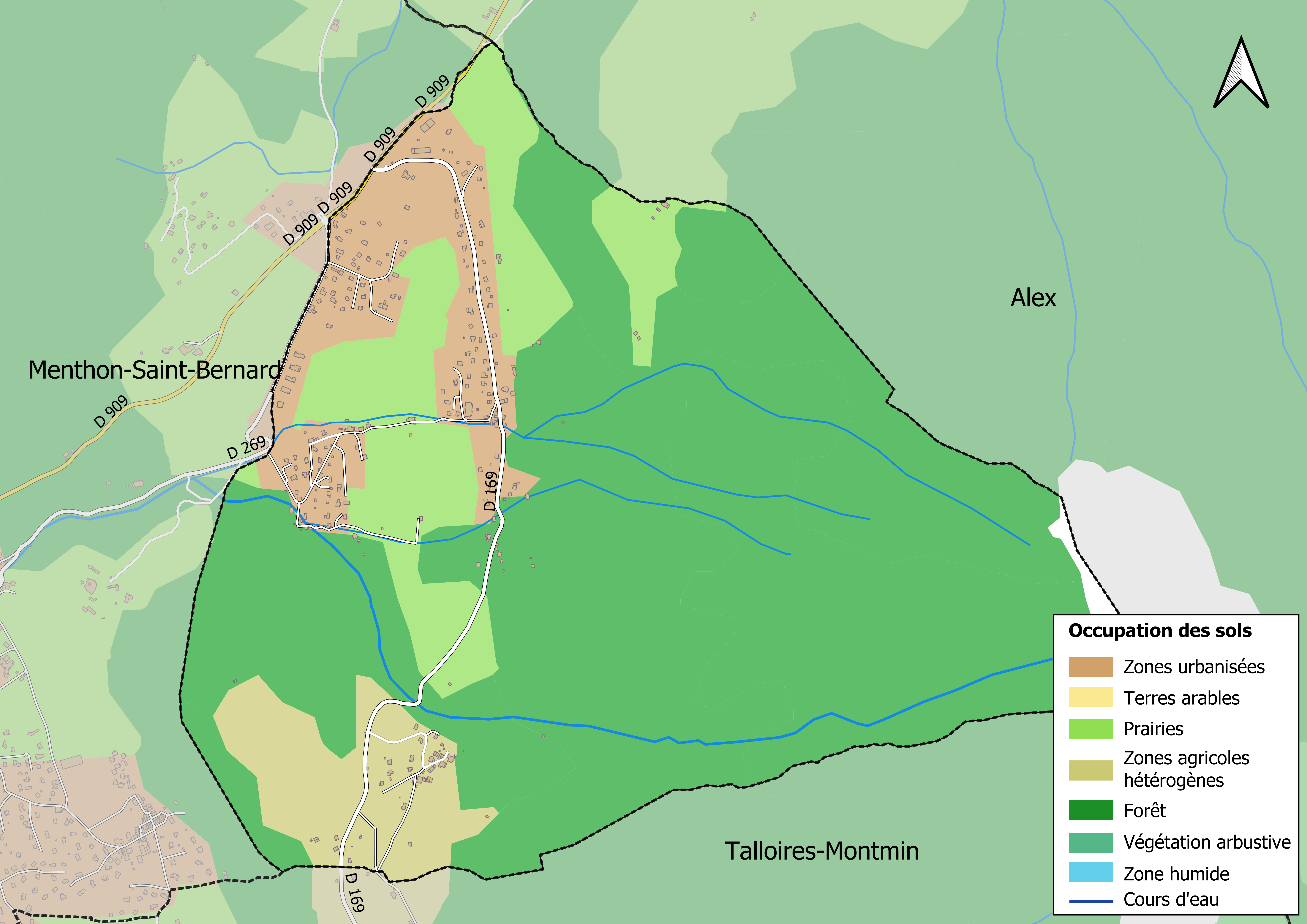
Carte des infrastructures et de l'occupation des sols en 2018 (CLC) de la commune.
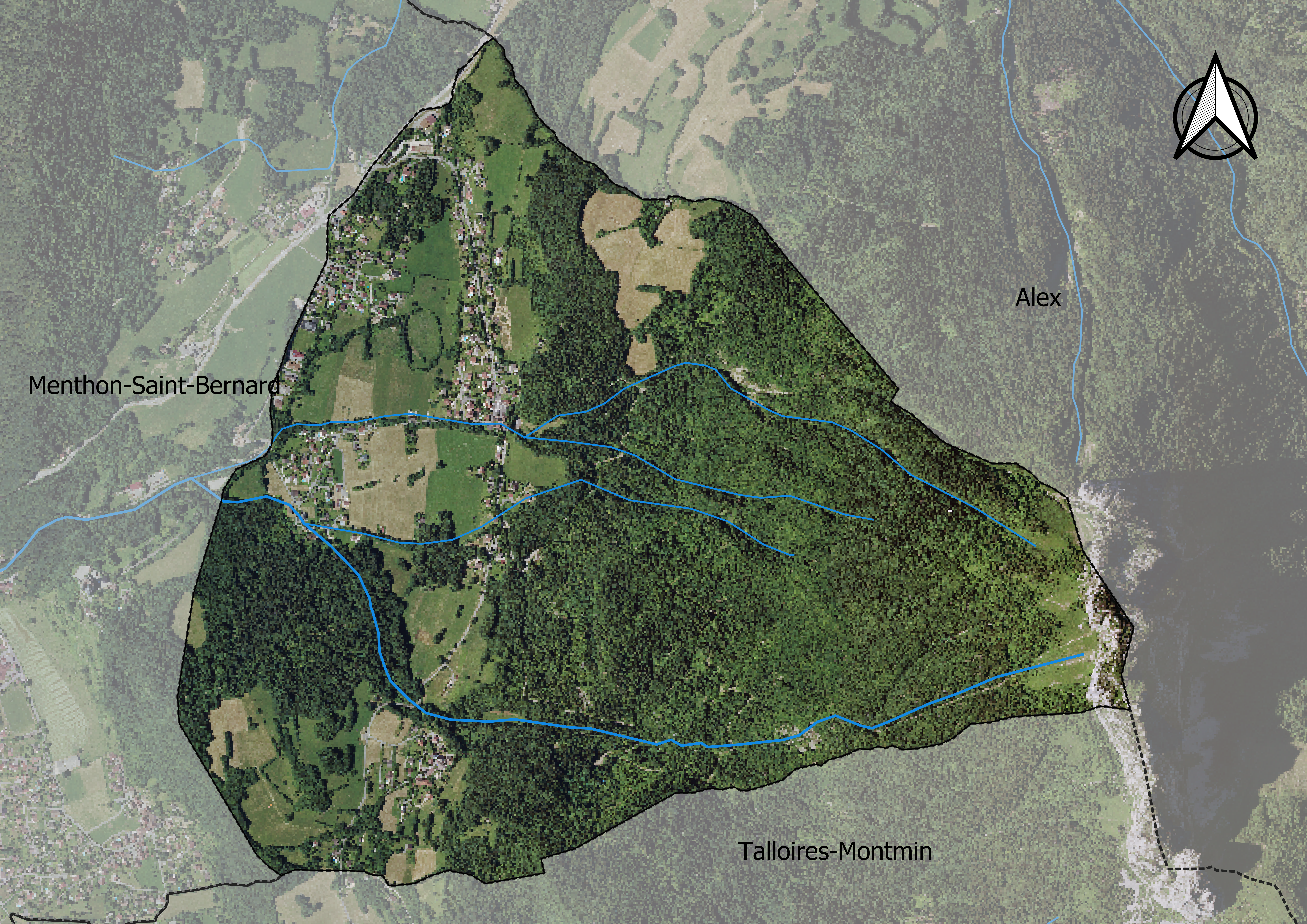
Carte orthophotogrammétrique de la commune.

## Toponymie
Bluffy se retrouve sous les formes villa Blufiacum en 1037, Cura de Bliffie en 1344 ou encore Blufiaci sur le cartulaire de l'abbaye de Talloires de la fin du XIIe siècle - début du XIIIe siècle.
Son nom remonterait à un type gallo-roman *Blifiacum, basé peut-être sur l'anthroponyme germanique Blidulf ou un gentilice romain Blifius, suivi du suffixe gaulois -acum de localisation et de propriété,.
Remarque : Aucune des deux solutions n'est réellement satisfaisante sur le plan phonétique, car les formes les plus anciennes sont du type Blufi- (> Bluff-y) et non pas Blifi- (> *Blif-y) et il n'y a pas de trace d'un élément -ulf.
En francoprovençal, le nom de la commune s'écrit Blofi, selon la graphie de Conflans.

## Politique et administration

### Situation administrative
La commune appartient au canton de Faverges, qui depuis le redécoupage cantonal de 2014, est composé de 27 communes dont Alex, Lathuile, La Balme-de-Thuy, Chevaline, Le Bouchet-Mont-Charvin, Les Clefs, Cons-Sainte-Colombe, La Clusaz, Doussard, Entremont, Giez, Dingy-Saint-Clair, Marlens, Le Grand-Bornand, Montmin, Menthon-Saint-Bernard, Saint-Ferréol, Seythenex, Manigod, Saint-Jean-de-Sixt, Les Villards-sur-Thônes, Talloires, Thônes, Veyrier-du-Lac, Serraval. La ville de Faverges en est le bureau centralisateur. Auparavant la commune était attachée au canton d'Annecy-le-Vieux.
Elle est aussi membre du Grand Annecy qui remplace depuis le 1er janvier 2017 la communauté de communes de la Tournette, qui comportait quatre communes.
La commune relève de l'arrondissement d'Annecy et de la deuxième circonscription de la Haute-Savoie.

### Liste des maires
| Période     | Période   | Identité        | Étiquette | Qualité       |
| ----------- | --------- | --------------- | --------- | ------------- |
| 28 mai 2020 | En cours  | Olivier Trimbur |           | Maire         |
| mars 2008   |           | Kamel Laggoune  | UMP-LR    | Fonctionnaire |
| mars 2001   | mars 2005 | André Bouvier   | ...       | ...           |
| avant 1981  | ?         | Jean Bouvier    |           |               |

## Population et société
Ses habitants sont appelés les Bluffaty ou Bluffétiens.

### Démographie
L'évolution du nombre d'habitants est connue à travers les recensements de la population effectués dans la commune depuis 1793. Pour les communes de moins de 10 000 habitants, une enquête de recensement portant sur toute la population est réalisée tous les cinq ans, les populations de référence des années intermédiaires étant quant à elles estimées par interpolation ou extrapolation. Pour la commune, le premier recensement exhaustif entrant dans le cadre du nouveau dispositif a été réalisé en 2004.

En 2022, la commune comptait 398 habitants, en stagnation par rapport à 2016 (Haute-Savoie : +6,01 %, France hors Mayotte : +2,11 %).
| 1793 | 1800 | 1806 | 1822 | 1838 | 1848 | 1858 | 1861 | 1866 |
| ---- | ---- | ---- | ---- | ---- | ---- | ---- | ---- | ---- |
| 125  | 180  | 168  | 364  | 437  | 481  | 471  | 471  | 222  |

| 1872 | 1876 | 1881 | 1886 | 1891 | 1896 | 1901 | 1906 | 1911 |
| ---- | ---- | ---- | ---- | ---- | ---- | ---- | ---- | ---- |
| 224  | 246  | 220  | 216  | 174  | 145  | 133  | 116  | 121  |

| 1921 | 1926 | 1931 | 1936 | 1946 | 1954 | 1962 | 1968 | 1975 |
| ---- | ---- | ---- | ---- | ---- | ---- | ---- | ---- | ---- |
| 105  | 125  | 102  | 92   | 96   | 99   | 76   | 102  | 132  |

| 1982 | 1990 | 1999 | 2004 | 2006 | 2009 | 2014 | 2019 | 2022 |
| ---- | ---- | ---- | ---- | ---- | ---- | ---- | ---- | ---- |
| 174  | 203  | 248  | 305  | 337  | 326  | 390  | 376  | 398  |

### Enseignement et petite-enfance
La commune de Bluffy est située dans l'académie de Grenoble. La commune ne dispose pas d'école ni de crèche.

### Médias
La commune édite un bulletin municipal, Du côté de Bluffy, distribué à tous les Bluffétiens. Il est également possible de le consulter sur le site de la ville (pour les numéros depuis 2011).

#### Radios et télévisions
La commune est couverte par des antennes locales de radios dont France Bleu Pays de Savoie, ODS radio, Radio Semnoz… Enfin, la chaîne de télévision locale TV8 Mont-Blanc diffuse des émissions sur les pays de Savoie. Régulièrement l'émission La Place du village expose la vie locale. France 3 et sa station régionale France 3 Alpes, peuvent parfois relater les faits de vie de la commune.

#### Presse et magazines
La presse écrite locale est représentée par des titres comme Le Dauphiné libéré, L'Essor savoyard, Le Messager - édition Genevois, le Courrier savoyard.

### Cultes
La commune de Bluffy appartient à la paroisse Saint-Germain du lac qui regroupe l'ensemble les communes de la rive droite du lac d'Annecy. Elle est l'une des composantes de la doyenné d'Annecy, dans le diocèse d'Annecy.
Les habitants peuvent assister au culte catholique en l'église Saint-Pierre-et-Saint-Paul.

## Culture et patrimoine

### Lieux et monuments
- Église Saint-Pierre-et-Saint-Paul.

### Espaces verts et fleurissement
En 2014, la commune obtient le niveau « une fleur » au concours des villes et villages fleuris.

### Personnalités liées à la commune
Père Antoine de Menthon, curé de la paroisse en résidence, responsable également de Lanfon et Lanfonnet.